# Maga grandiflora
Maga grandiflora là một loài thực vật có hoa trong họ Cẩm quỳ. Loài này được (DC.) Urb. mô tả khoa học đầu tiên năm 1912.